# Cityakuten

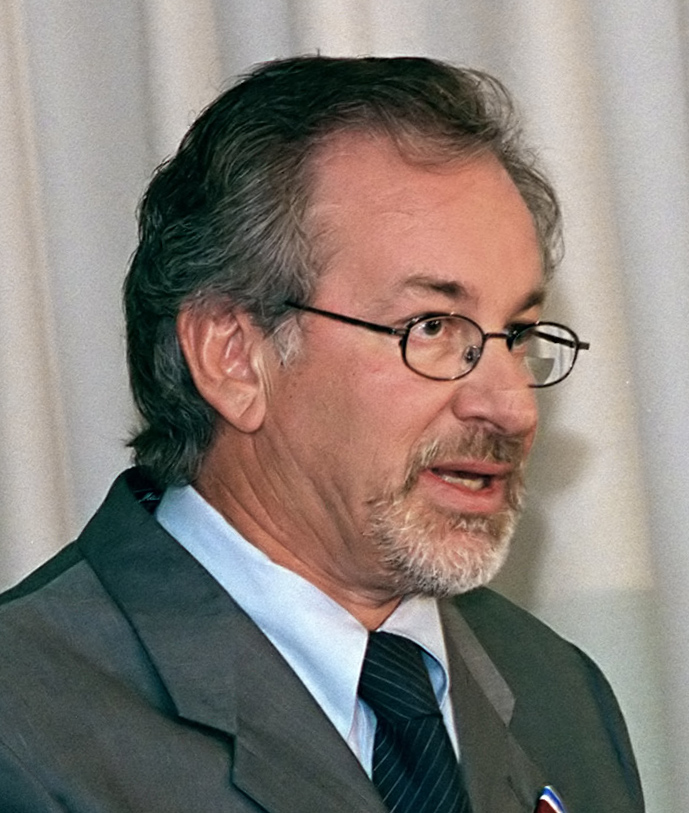
Steven Spielberg var producent under första säsongen.

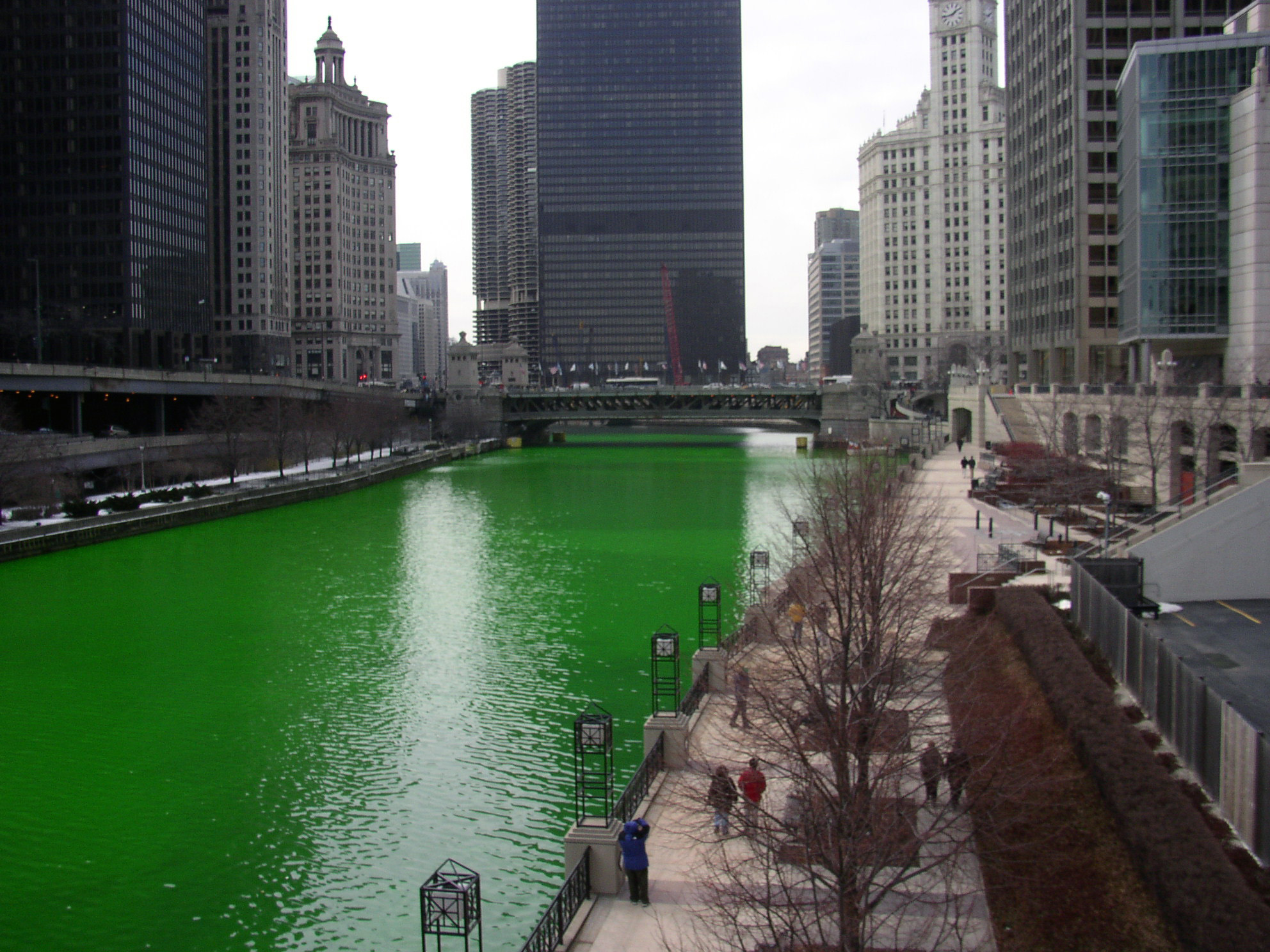
Chicago River på Saint Patrick's Day

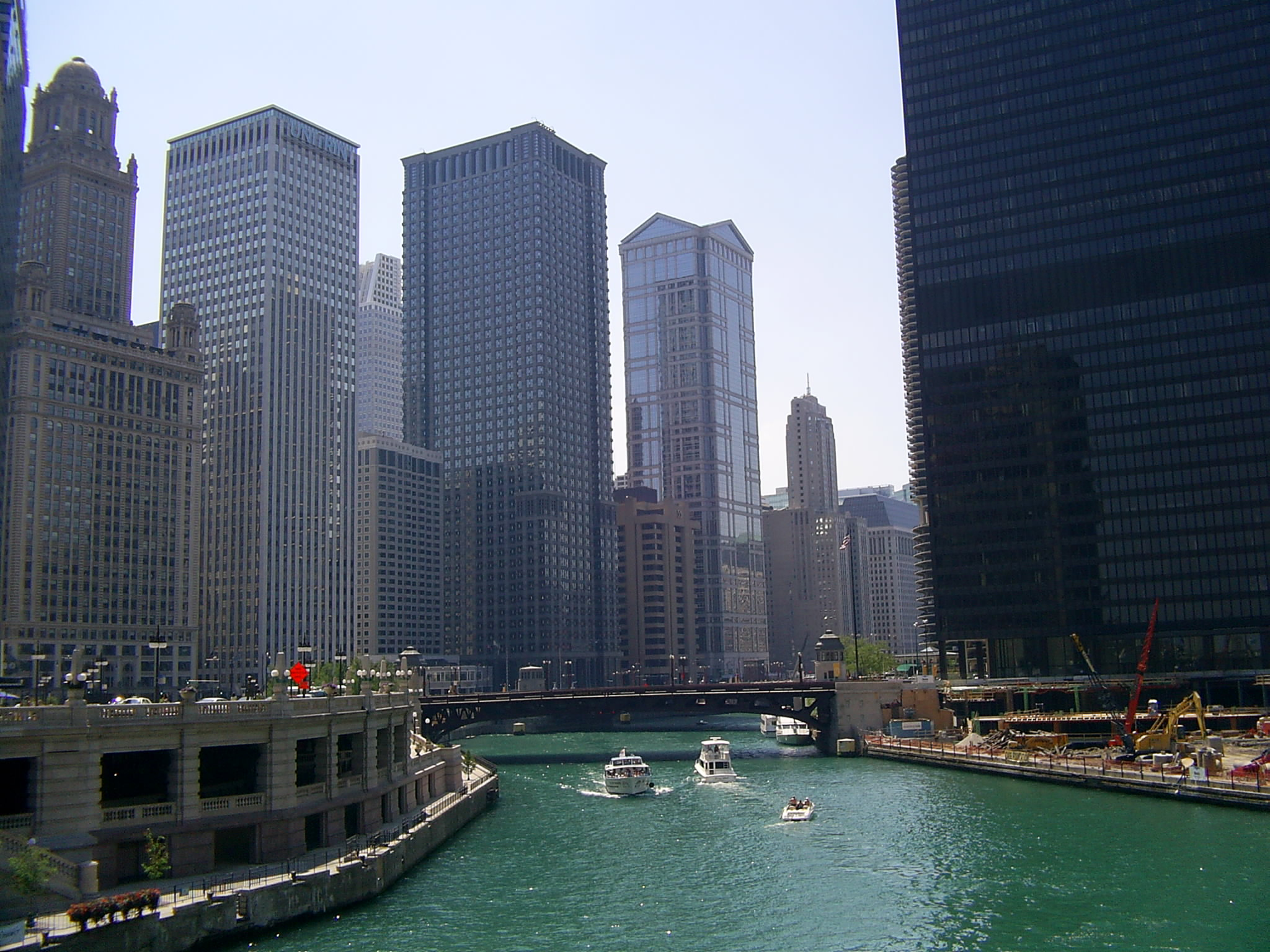
Chicago River västerut från Michigan Avenue Bridge.

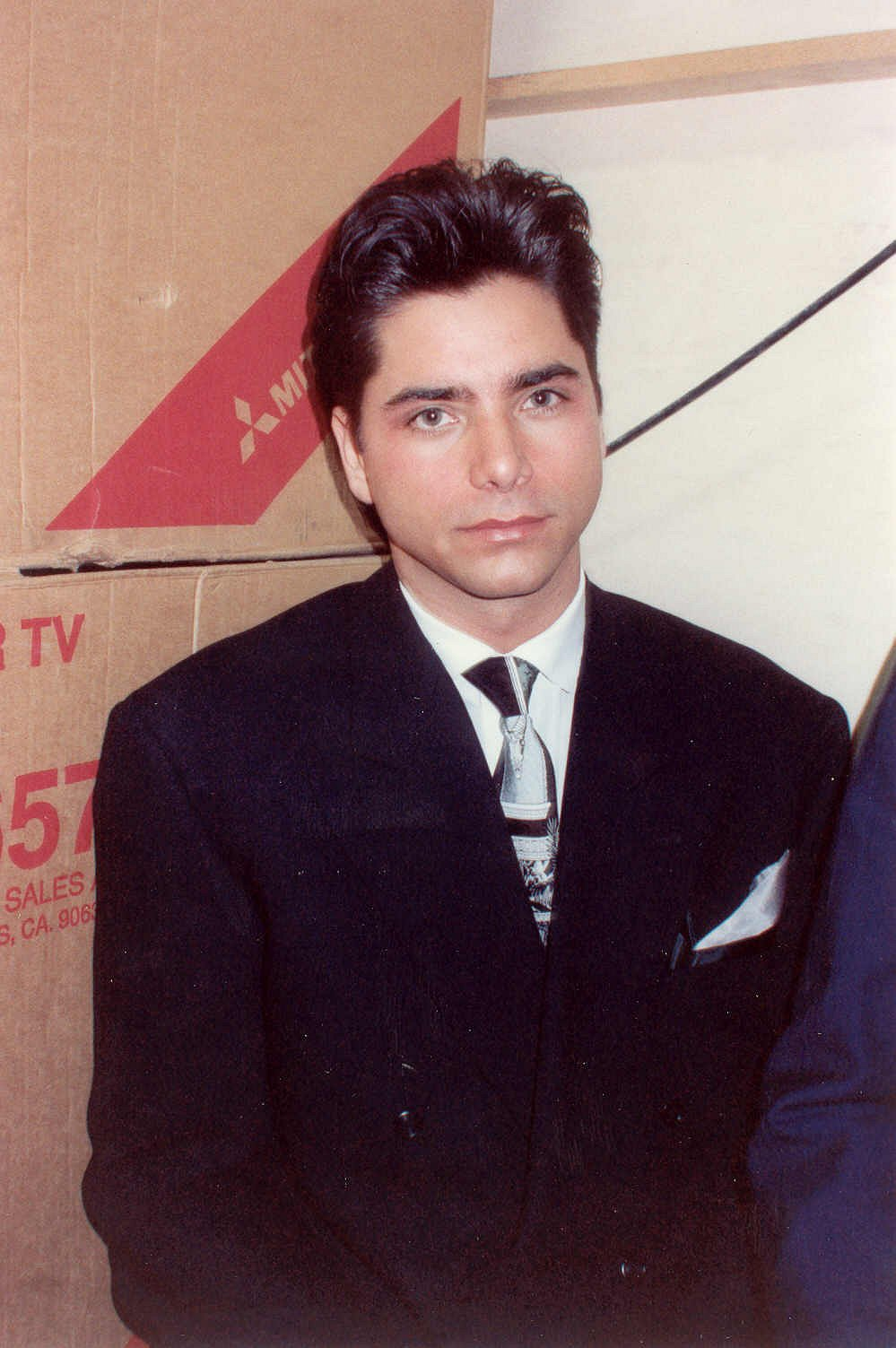
Skådespelaren John Stamos.

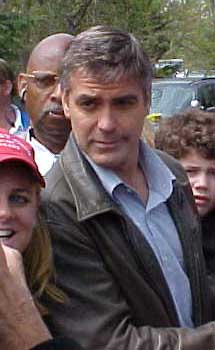
George Clooney deltog i serien mellan 1994 och 1999.

Cityakuten (engelska: ER) är en amerikansk drama-TV-serie från 1994–2009, skapad av Michael Crichton, som utspelar sig på akutavdelningen på County General Hospital, Chicago, Illinois, USA. 
Serien fokuserar på personalen som dagligen möter människor med stora och små problem. Publiken får även lära känna de olika läkarna och sjuksköterskorna och får en inblick i deras privatliv.
De första huvudrollsinnehavarna var Anthony Edwards som läkaren Mark Greene, George Clooney som läkaren Douglas (Doug) Ross, Sherry Stringfield som läkaren Susan Lewis, Noah Wyle som medicinstuderande John Carter, Julianna Margulies som chefsjuksköterska Carol Hathaway samt Eriq La Salle som läkaren Peter Benton. 
Cityakuten producerades av Warner Bros och spelades in i Burbank i Kalifornien i USA.

## Rollförteckning

### Huvudrollsinnehavare
| Angela Bassett     | – Doktor Catherine Banfield (2008–2009)                     |
| David Lyon         | – Doktor Simon Brenner (2008–2009)                          |
| Linda Cardellini   | – Sjuksköterska Samantha Taggart (2003–2009)                |
| Parminder Nagra    | – Doktor Neela Rasgotra (2003–2009)                         |
| Scott Grimes       | – Doktor Archie Morris (2005–2009)                          |
| John Stamos        | – Doktor Tony Gates (2006–2009)                             |
| Shane West         | – Doktor Ray Barnett (2004–2008)                            |
| Laura Innes        | – Doktor Kerry Weaver (1995–2007)                           |
| Anthony Edwards    | – Doktor Mark Greene (1994–2002)                            |
| George Clooney     | – Doktor Dr. Douglas "Doug" Ross (1994–1999)                |
| Sherry Stringfield | – Doktor Susan Lewis (1994–1996; 2001–2005)                 |
| Noah Wyle          | – Doktor John Carter (1994–2005; gästspelade 2006–2009)     |
| Julianna Margulies | – Chefsjuksköterska Carol Hathaway (1994–2000)              |
| Eriq La Salle      | – Doktor Peter Benton (1994–2002)                           |
| Gloria Reuben      | – Läkarassistent Jeanie Boulet (1995–1999)                  |
| Alex Kingston      | – Doktor Elizabeth Corday (1997–2004)                       |
| Paul McCrane       | – Doktor Robert 'Rocket' Romano (1997–2003)                 |
| Maria Bello        | – Doktor Anna Del Amico (1997–1998)                         |
| Kellie Martin      | – AT-läkare Lucy Knight (1998–2000)                         |
| Michael Michele    | – Doktor Cleo Finch (1999–2002)                             |
| Erik Palladino     | – Doktor Dave Malucci (1999–2001)                           |
| Ming-Na            | – Doktor Jing-Mei Chen (gästspelade 1995; 2000–2004)        |
| Sharif Atkins      | – Doktor Michael Gallant (2001–2004; gästspelade 2005–2006) |
| Goran Višnjić      | – Doktor Dr. Luka Kovač (2000–2008)                         |
| Maura Tierney      | – Doktor Dr. Abigail "Abby" Lockhart (2000–2008)            |
| Mekhi Phifer       | – Doktor Gregory Pratt (2002–2008)                          |

### Återkommande gästskådespelare
| John Leguizamo        | – Doktor Victor Clemente (2005–2006)                                     |
| Omar Epps             | – Dr. Dennis Gant (1996–1997)                                            |
| Leland Orser          | – Doktor Lucien Dubenko (2004–2009)                                      |
| Khandi Alexander      | – Jackie Robbins (1995–2001)                                             |
| Sam Anderson          | – Doktor Jack Kayson (1994–1995, 1997–1999, 2001–2009)                   |
| Amy Aquino            | – Doktor Janet Coburn (1994–)                                            |
| John Aylward          | – Doktor Donald Anspaugh (1996–2009)                                     |
| Abraham Benrubi       | – Jerry Markovic (1994–1999, 2002–2009)                                  |
| Conni Marie Brazelton | – sjuksyster Conni Oligario (1994–2003)                                  |
| Lisa Nicole Carson    | – Carla Reese (1996–1998); som Carla Simmons (1999–2001)                 |
| Laura Cerón           | – sjuksyster Chuny Marquez (1995–2009)                                   |
| Ellen Crawford        | – sjuksyster Lydia Wright (1994–2003)                                    |
| Deezer D.             | – sjuksyster Malik McGrath (1994–2009)                                   |
| Troy Evans            | – Frank Martin (2000–2009)                                               |
| Yvette Freeman        | – sjuksyster Haleh Adams (1994–2009)                                     |
| Jorja Fox             | – Doktor Maggie Doyle (1996–1999)                                        |
| Mike Genovese         | – Officer Al Grabarsky (1995–1996, 1998–2000)                            |
| Sara Gilbert          | – Jane Figler (2004–2009)                                                |
| Matthew Glave         | – Doktor Dale Edson (1996–1999, 2001–2002)                               |
| Christine Harnos      | – Jennifer Greene (1994–1996); som Jennifer Simon (1996–1998; 2001–2002) |
| Dinah Lenney          | – sjuksyster Shirley (1995–2004, 2006–2009)                              |
| William H. Macy       | – Doktor David Morgenstern (1994–1998)                                   |
| Lily Mariye           | – sjuksyster Nurse Lily Jarvik (1994–2009)                               |
| Vanessa Marquez       | – sjuksyster Wendy Goldman (1994–1997)                                   |
| Kristin Minter        | – Miranda "Randi" Fronczak (1995–2003)                                   |
| C.C.H. Pounder        | – Doktor Angela Hicks (1994–1998)                                        |
| Michael B. Silver     | – Doktor Paul Myers (1995, 1997–2000, 2003, 2005)                        |
| Frances Sternhagen    | – Millicent Carter (1997–2003)                                           |
| Gedde Watanabe        | – sjuksyster Yosh Takata (1997–2003)                                     |
| Yvonne Zima           | – Rachel Greene (1994–2000)                                              |

## Linjär TV sändningar
I USA visades Cityakuten av NBC och i Sverige av TV3. Första gången som Cityakuten visades i Sverige var måndagen den 16 januari 1995. TV3 Sverige sände sista avsnittet i säsong 15 den 15 juni 2009.
Alla 15 säsonger visades på TNT Sverige från första säsongen. Premiär var den 4 mars 2013.

## DVD-utgåvor
Detta är utgåvor av region 2 men är ej svenska utgåvor.
| Säsong                | Releasedatum       | Övrigt         |
| --------------------- | ------------------ | -------------- |
| Säsong 1 (1994–1995)  | 23 februari, 2004  | Svensk Text    |
| Säsong 2 (1995–1996)  | 26 juli, 2004      | Svensk Text    |
| Säsong 3 (1996–1997)  | 31 januari, 2005   | Svensk Text    |
| Säsong 4 (1997–1998)  | 16 maj, 2005       | Svensk Text    |
| Säsong 5 (1998–1999)  | 24 oktober, 2005   | Svensk Text    |
| Säsong 6 (1999–2000)  | 3 april, 2006      | Svensk Text    |
| Säsong 7 (2000–2001)  | 18 september, 2006 | Ej Svensk Text |
| Säsong 8 (2001–2002)  | 16 juli, 2007      | Ej Svensk Text |
| Säsong 9 (2002–2003)  | 29 oktober, 2007   | Ej Svensk Text |
| Säsong 10 (2003–2004) | 28 januari, 2008   | Ej Svensk Text |
| Säsong 11 (2004–2005) | 21 april, 2008     | Ej Svensk Text |
| Säsong 12 (2005–2006) | 15 september, 2008 | Ej Svensk Text |
| Säsong 13 (2006–2007) | 3 november, 2008   | Ej Svensk Text |

## Priser och Nomineringar

### Priser
Emmy Awards
- Bästa TV-dramaserie (1996)
- Bästa kvinnliga biroll i en TV-dramaserie: Julianna Margulies (1995)

Golden Globe Awards
- Bästa skådespelare i Tv-dramaserie: Anthony Edwards (1998)

Screen Actors Guild
- Bästa TV-dramaserie (1996–1999) 4 vinster
- Bästa prestation av en kvinnlig skådespelare i en dramaserie: Julianna Margulies (1998–1999) 2 vinster
- Bästa prestation av en manlig skådespelare i en dramaserie: Anthony Edwards (1996, 1998) 2 vinster

### Nomineringar
Emmy Awards
- Bästa TV-dramaserie (1995, 1997–2001) 6 nomineringar
- Bästa manliga skådespelare i en TV-dramaserie: Anthony Edwards (1995–1998) 4 nomineringar
- Bästa manliga skådespelare i en TV-dramaserie: George Clooney (1995–1996) 2 nomineringar
- Bästa kvinnliga skådespelare i en TV-dramaserie: Julianna Margulies (1997–2000) 4 nomineringar
- Bästa kvinnliga skådespelare i en TV-dramaserie: Sherry Stringfield (1995–1997) 3 nomineringar
- Bästa manliga biroll i en TV-dramaserie: Noah Wyle (1995–1999) 5 nomineringar
- Bästa manliga biroll i en TV-dramaserie: Eriq La Salle (1995, 1997–1998) 3 nomineringar
- Bästa kvinnliga biroll i en TV-dramaserie: Maura Tierney (2001)
- Bästa kvinnliga biroll i en TV-dramaserie: Laura Innes (1997–1998) 2 nomineringar
- Bästa kvinnliga biroll i en TV-dramaserie: Gloria Reuben (1997–1998) 2 nomineringar
- Bästa kvinnliga biroll i en TV-dramaserie: Julianna Margulies (1996)

Golden Globe Awards
- Bästa TV-dramaserie (1995–2001) 7 nomineringar
- Bästa manliga skådespelare i en TV-dramaserie: Anthony Edwards (1996–1997, 1999) 3 nomineringar
- Bästa kvinnliga skådespelare i en TV-dramaserie: Julianna Margulies (1999–2000) 3 nomineringar
- Bästa kvinnliga skådespelare i en TV-dramaserie: Sherry Stringfield (1996–1997) 2 nomineringar
- Bästa manliga biroll i en TV-serie: Noah Wyle (1997–1999) 3 nomineringar
- Bästa manliga biroll i en TV-serie: Eriq La Salle (1998)
- Bästa kvinnliga biroll i en TV-serie: Gloria Reuben (1998)
- Bästa kvinnliga biroll i en TV-serie: Julianna Margulies (1996)

Screen Actors Guild
- Bästa TV-dramaserie (1995, 1998, 2000–2001) 4 nomineringar
- Bästa kvinnliga skådespelare i en TV-dramaserie: Sally Field (2001)
- Bästa kvinnliga skådespelare i en TV-dramaserie: Julianna Margulies (1996)
- Bästa manliga skådespelare i en TV-dramaserie: Anthony Edwards (1997, 1999, 2001) 3 nomineringar
- Bästa manliga skådespelare i en TV-dramaserie: George Clooney (1996–1997) 2 nomineringar